# Sublaines
Sublaines és un municipi francès, situat al departament de l'Indre i Loira i a la regió de Centre – Vall del Loira. L'any 2007 tenia 173 habitants.

## Demografia

### Població
El 2007 la població de fet de Sublaines era de 173 persones. Hi havia 68 famílies, de les quals 12 eren unipersonals (8 homes vivint sols i 4 dones vivint soles), 28 parelles sense fills, 20 parelles amb fills i 8 famílies monoparentals amb fills.
La població ha evolucionat segons el següent gràfic:
Habitants censats

### Habitatges
El 2007 hi havia 85 habitatges, 68 eren l'habitatge principal de la família, 6 eren segones residències i 11 estaven desocupats. 83 eren cases i 2 eren apartaments. Dels 68 habitatges principals, 58 estaven ocupats pels seus propietaris, 7 estaven llogats i ocupats pels llogaters i 3 estaven cedits a títol gratuït; 7 tenien dues cambres, 12 en tenien tres, 14 en tenien quatre i 36 en tenien cinc o més. 46 habitatges disposaven pel capbaix d'una plaça de pàrquing. A 26 habitatges hi havia un automòbil i a 40 n'hi havia dos o més.

### Piràmide de població
La piràmide de població per edats i sexe el 2009 era:
| Homes | Edats   | Dones |
| ----- | ------- | ----- |
| 0     | 95 o +  | 0     |
| 0     | 90 a 94 | 0     |
| 4     | 85 a 89 | 8     |
| 4     | 80 a 84 | 0     |
| 0     | 75 a 79 | 4     |
| 8     | 70 a 74 | 4     |
| 0     | 65 a 69 | 0     |
| 0     | 60 a 64 | 8     |
| 0     | 55 a 59 | 0     |
| 16    | 50 a 54 | 0     |
| 0     | 45 a 49 | 8     |
| 4     | 40 a 44 | 4     |
| 8     | 35 a 39 | 4     |
| 8     | 30 a 34 | 8     |
| 0     | 25 a 29 | 8     |
| 0     | 20 a 24 | 0     |
| 12    | 15 a 19 | 4     |
| 8     | 10 a 14 | 0     |
| 0     | 5 a 9   | 0     |
| 8     | 0 a 4   | 12    |

## Economia
El 2007 la població en edat de treballar era de 117 persones, 89 eren actives i 28 eren inactives. De les 89 persones actives 80 estaven ocupades (45 homes i 35 dones) i 9 estaven aturades (4 homes i 5 dones). De les 28 persones inactives 14 estaven jubilades, 7 estaven estudiant i 7 estaven classificades com a «altres inactius».

### Ingressos
El 2009 a Sublaines hi havia 71 unitats fiscals que integraven 174 persones, la mediana anual d'ingressos fiscals per persona era de 20.254 €.

### Activitats econòmiques
Dels 4 establiments que hi havia el 2007, 2 eren d'empreses de construcció, 1 d'una empresa de comerç i reparació d'automòbils i 1 d'una empresa d'hostatgeria i restauració.
Dels 2 establiments de servei als particulars que hi havia el 2009, 1 era una lampisteria i 1 restaurant.
L'any 2000 a Sublaines hi havia 19 explotacions agrícoles.

## Poblacions més properes
El següent diagrama mostra les poblacions més properes.